# Sympycnus albihirtus
Sympycnus albihirtus är en tvåvingeart som beskrevs av Van Duzee 1930. Sympycnus albihirtus ingår i släktet Sympycnus och familjen styltflugor. Inga underarter finns listade i Catalogue of Life.